# Шейчугручей
Шейчугручей — ручей в России, протекает по территории Гирвасского и Кяппесельгского сельских поселений Кондопожского района Республики Карелии. Длина ручья — 16 км.

## Общие сведения
Ручей берёт начало из озера Шейчугламби на высоте 169 м над уровнем моря и далее течёт преимущественно в юго-восточном направлении.
Ручей в общей сложности имеет три малых притока суммарной длиной 11 км.
Впадает на высоте 68,1 м над уровнем моря в Лижмозеро, через которое протекает река Лижма, впадающая в Онежское озеро.
В среднем течении Шейчугручей пересекает трассу Р21 («Кола»).
Населённые пункты на ручье отсутствуют.
Код объекта в государственном водном реестре — 01040100612202000015393.